# Pseudibis gigantea
El ibis gigante (Pseudibis gigantea) es una especie de ave pelecaniforme de la familia Threskiornithidae en gravísimo peligro de extinción, esta se encuentra en el top 100 de las aves más amenazadas del mundo. Las últimas poblaciones (unos 50 ejemplares) de esta especie de ibis se reducen a unos pocos enclaves en Vietnam, Laos y Camboya.

## Morfología
En la etapa adulta estas aves llegan a medir de entre 102 a 106 cm de largo, con una altura de 100 cm, un estimado de su peso es 4.2 kg.

## Distribución y Hábitat
Esta especie se encuentra mayoritariamente en el noreste y noroeste de Camboya. También hay una pequeña población de estas aves en el extremo sur de Laos y fue vista esta especie fue observada en el parque nacional Yok Don Vietnam.
La Pseudibis Gigantea se encuentra en las tierras bajas, viviendo en pantanos, campos de arroz, llanuras boscosas abiertas, claros húmedos y charcas dentro del bosque. También se encuentra a lo largo de ríos anchos.

## Comportamiento
Tienen una dieta variada que consiste en invertebrados, crustáceos, pequeños anfibios y reptiles y semillas. Viven solos, en parejas o en grupos pequeños, y tienden a anidar lejos de las aldeas. En bosques caducifolios ubicados cerca de los pastizales.
También sus picos son sensibles al agua y al movimiento.